# Sjöreservens kasern

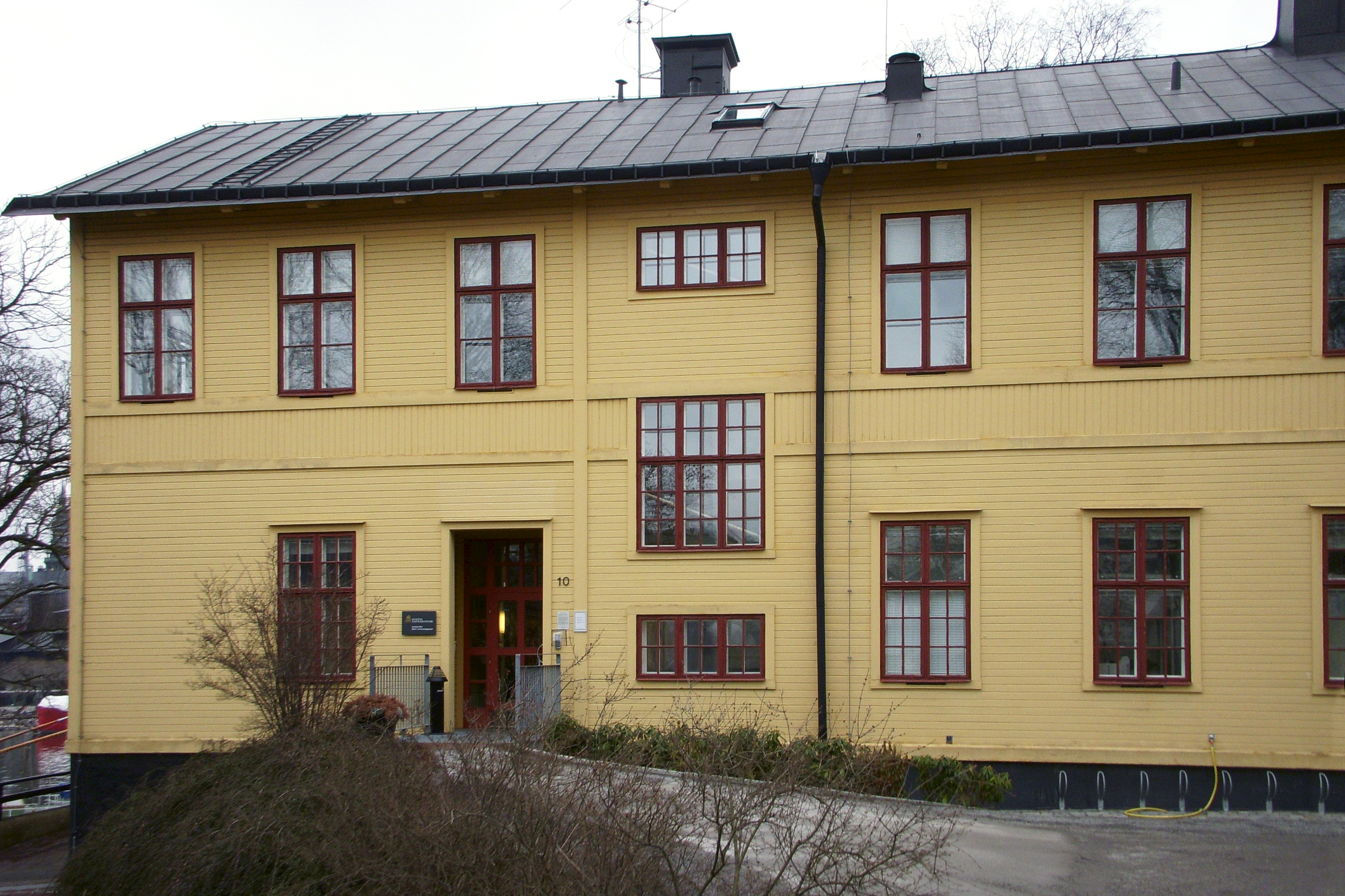
Sjöreservens kasern, mars 2009.

Sjöreservens kasern är en byggnad vid Slupskjulsvägen 10 på Skeppsholmen i Stockholm.

## Historik
Huset uppfördes 1907 inom det dåvarande varvsområdet som kasern åt Svenska Flottans sjöreserv. Sjöreserv var den personal som bland annat hade hand om fartygens förhalning, förtöjning och uppläggning på bädd. I deras uppgifter ingick även brandsläckningen. Personalen stod under befäl av en underofficer. Sjöreserven var förlagd till olika byggnader på Skeppsholmen, exempelvis i Kasern II. 
Från 1871 och fram till dess denna byggnads uppförande användes logementsfartyg som förläggning. Byggnaden fungerade sedan som bostäder och matsal åt sjöreserven fram till dess Marinen lämnade Skeppsholmen 1969. År 1997 byggdes kasernen om till lokalkontor för Statens fastighetsverk.